# 콘스탄틴 네차예프
콘스탄틴 페트로비치 네차예프(러시아어: Константин Петрович Нечаев, 폴란드어: Konstantin Pietrowicz Nieczajew)는 러시아 제국 육군 장교이자 러시아 백군의 지도자이다. 1924년부터 1929년까지 중화민국에서 용병으로 군벌 시대 당시 북벌 중에 봉천군벌의 군벌 장쭤린과 장쭝창과 활약하였다. 퇴역 후 만주에서 백계 러시아인의 지도자가 되었지만 만주 전략공세작전 당시 스메르시에 체포되어 이듬해인 1946년 소련 당국에 의해 처형당했다.